# He Kexin
He Kexin (何可欣S, Hé KěxīnP; Pechino, 1º gennaio 1992) è un'ex ginnasta cinese, vincitrice delle medaglie d'oro nel concorso a squadre e nelle parallele asimmetriche alle Olimpiadi di Pechino 2008. Nello stesso anno vince due medaglie nelle prove di World Cup alle parallele.
In questo attrezzo è una delle poche ginnaste al mondo ad aver raggiunto un punteggio maggiore di 17 secondo il Codice dei Punteggi del 2005-2008. Insieme a Nastia Liukin, Beth Tweddle e Yang Yilin è sinora una delle ginnaste con la difficoltà iniziale più alta di sempre alle Olimpiadi (con coefficiente di 7,7 punti).

## Carriera
Si allena al Shichahai Sports School di Pechino. Nel 2006 partecipa ai Giochi Nazionali Cinesi e nel 2007 agli Intercity Games. In quest'ultima competizione vince l'oro alle parallele asimmetriche e attira l'attenzione dell'allenatore della nazionale cinese Huang Yubin, che la fa entrare nella squadra nazionale.
La sua prima competizione internazionale risale ai World Cup del 2008 a Doha, dove alle parallele asimmetriche ottiene 16.550 punti. Ai Cottbus Cup dello stesso anno ottiene 16.800 punti. Questo è il più alto punteggio ottenuto alle parallele in una competizione internazionale, battendo il precedente record di Nastia Liukin (16.650 punti). Il 25 maggio 2008 partecipa ai Tianjin World Cup, dove batte diversi record.
È un membro della squadra nazionale che, alle Olimpiadi del 2008, vince l'oro al concorso generale a squadre. All'evento finale delle parallele asimmetriche ottiene 16.725 punti, stesso punteggio dell'atleta statunitense Nastia Liukin (entrambe con 7.70 punti di difficoltà iniziale e 9.025 di esecuzione). Secondo le regole della FIG sul pareggio, è lei a vincere la medaglia d'oro.
Ai Campionati Mondiali del 2009 a Londra, difende il suo titolo di campionessa alle parallele asimmetriche, e vince l'oro con 16.000 punti. È importante far notare che questo punteggio è ottenuto con il nuovo Codice dei Punteggi valido dal 2009 al 2012.
Ai Campionati Mondiali del 2010 contribuisce a far vincere la medaglia di bronzo alla squadra cinese. Durante la finale ad attrezzo per le parallele asimmetriche cade e non riesce a difendere il titolo mondiale.
Il 29 luglio inizia la sua seconda avventura olimpica. Nella giornata preliminare compete a parallele e volteggio e si qualifica terza con la nazionale cinese e seconda alle parallele asimmetriche.
Il 6 agosto esegue un'ottima prestazione alle parallele asimmetriche che le frutta un 15.933, un punteggio sufficiente per vincere la medaglia d'argento nell'attrezzo, dietro solo alla russa Alija Mustafina (16.133) e battendo la britannica Elizabeth Tweddle (15.916).
Si ritira dall'attività agonistica nel 2013, ai campionati nazionali cinesi: il suo ultimo gesto è un bacio allo staggio basso delle parallele, dopo aver fallito la prova, con una caduta.